# Turkiets Grand Prix 2005
Turkiets Grand Prix 2005 var det fjortonde av 19 lopp ingående i formel 1-VM 2005. Detta var det första F1-loppet i Turkiet.

## Rapport
Det höll på att bli en dubbel för McLaren, men på sista varvet tappade Juan Pablo Montoya, som låg strax bakom sin stallkamrat Kimi Räikkönen, koncentrationen något, snurrade och kolliderade med Tiago Monteiros Jordan-Toyota. Fernando Alonso passade då snabbt på att köra om Montoya, vilket innebar två gratispoäng till spanjoren och till Renault i kampen om mästerskapstitlarna.

## Resultat
1. Kimi Räikkönen, McLaren-Mercedes, 10 poäng
2. Fernando Alonso, Renault, 8
3. Juan Pablo Montoya, McLaren-Mercedes, 6
4. Giancarlo Fisichella, Renault, 5
5. Jenson Button, BAR-Honda, 4
6. Jarno Trulli, Toyota, 3
7. David Coulthard, Red Bull-Cosworth, 2
8. Christian Klien, Red Bull-Cosworth, 1
9. Takuma Sato, BAR-Honda
10. Rubens Barrichello, Ferrari
11. Jacques Villeneuve, Sauber-Petronas
12. Ralf Schumacher, Toyota
13. Robert Doornbos, Minardi-Cosworth
14. Narain Karthikeyan, Jordan-Toyota
15. Tiago Monteiro, Jordan-Toyota

### Förare som bröt loppet
- Christijan Albers, Minardi-Cosworth (varv 48, bröt)
- Michael Schumacher, Ferrari (32, bröt)
- Nick Heidfeld, Williams-BMW (29, däck)
- Felipe Massa, Sauber-Petronas (28, motor)
- Mark Webber, Williams-BMW (20, däck)